# Sylvichadsia
Sylvichadsia là một chi thực vật có hoa thuộc họ Fabaceae. Nó thuộc phân họ Faboideae.

## Danh sách loài
- Sylvichadsia grandidieri
- Sylvichadsia grandifolia
- Sylvichadsia macrophylla
- Sylvichadsia perrieri